# San Bartolomé Saria
Ne doit pas être confondu avec San Bartolomé Sari Nagusia.
Le San Bartolomé Saria (« Prix de la Saint-Barthélemy ») est une course cycliste espagnole disputée au mois d'août à Zegama (Guipuscoa), dans la communauté autonome du Pays basque.

## Palmarès depuis 1998
| Année | Vainqueur             | Deuxième              | Troisième            |
| ----- | --------------------- | --------------------- | -------------------- |
| 1998  | Jon Aperribai         | Unai Yus              | Óscar Melero         |
| 1999  | Imanol Ayestarán      | Iván Gutiérrez        | Igor Astarloa        |
| 2000  | Gorka González        | Óscar García Lago     | Daniel Fernández     |
| 2001  | Íñigo Urretxua        | Lander Euba           | Aitor Pérez Arrieta  |
| 2002  | Aitor Pérez Arrieta   | Joseba Albizu         | David López García   |
| 2003  | Mikel Elgezabal (es)  | Seth Collins          | Víctor García        |
| 2004  | Ibon Isasi            | Jon Bikendi           | Luis Moyano          |
| 2005  | Julen Goikoetxea (en) | Beñat Intxausti       | José Joaquín Rojas   |
| 2006  | Igor Romero           | Ander Odriozola       | Thijs Zonneveld (nl) |
| 2007  | Diego Tamayo          | Aitor Olano           | Ugaitz Artola        |
| 2008  | Paul Kneppers         | Diego Tamayo          | Guillermo Lana       |
| 2009  | David Gutiérrez       | Carlos Juez           | Xabier Iriarte       |
| 2010  | José Antonio Cerezo   | Pablo Torres          | Alejandro Paleo (es) |
| 2011  | Jordi Simón           | José Manuel Gutiérrez | Egoitz Murgoitio     |
| 2012  | Markel Antón          | José Manuel Gutiérrez | Alejandro Cobo       |
| 2013  | Imanol Estévez        | Jonathan Lastra       | Jaime Rosón          |
| 2014  | Mikel Bizkarra        | Alain Santamaría      | Aritz Bagües         |
| 2015  | Rafael Márquez        | Mikel Iturria         | Carlos Cobos         |
| 2016  | Óscar Rodríguez       | Josu Zabala           | Diego Noriega        |
| 2017  | Marc Buades           | Sergio Samitier       | Txomin Juaristi      |
| 2018  | Xavier Cañellas       | Mikel Mujika          | José Félix Parra     |
| 2019  | Asier Etxeberria      | Sergio Hernández      | Pau Llaneras         |
| 2020  | pas de course         | pas de course         | pas de course        |
| 2021  | Julen Arriolabengoa   | Asier Etxeberria      | Xabier Berasategi    |
| 2022  | Joseba López          | Edgar Cadena          | Mulu Hailemichael    |
| 2023  | Samuel Fernández      | Lucas Towers          | Thomas Silva         |
| 2024  | Pablo Carrascosa      | Sergio Trueba         | Alex Díaz            |